# ATP San Paolo 1989
L'ATP San Paolo 1989 è stato un torneo di tennis giocato sul sintetico indoor. È stata la 6ª edizione del torneo, che fa parte del Nabisco Grand Prix 1989. Si è giocato a San Paolo in Brasile dal 6 all'11 novembre 1989.

## Campioni

### Singolare maschile
Martín Jaite ha battuto in finale  Javier Sánchez con il punteggio di 7–6 6–3

### Doppio maschile
- Doppio fermatosi ai quarti di finale